# Bagarre à Bagdad pour X-27
Pour plus de détails, voir Fiche technique et Distribution.
Bagarre à Bagdad pour X-27 (Il gioco delle spie) est un film d'espionnage franco-italien réalisé par Paolo Bianchini et sorti en 1966.

## Synopsis
Quatre agents secrets au service des Soviétiques entrent en possession d'une mallette contenant des dossiers sensibles qui documente un accord entre le gouvernement américain et un émirat pour fournir des armes en échange de pétrole.

## Fiche technique
- Titre français : Bagarre à Bagdad pour X-27 ou Le Jeu des espions[1]
- Titre original italien : Il gioco delle spie[2]
- Réalisation : Paolo Bianchini
- Scénario : Paolo Bianchini, Augusto Caminito, Maurizio Lucci, Mauro Severino, Robert Velher
- Photographie : Enzo Micarelli
- Montage : Enzo Micarelli
- Musique : Roberto Pregadio, Walter Rizzati
- Décors : Athos Danilo Zanetti
- Costumes : Angiolina Menichelli
- Production : Ray Ventura, Alberto Marras, Remo Lombardo
- Sociétés de production : Summa Cinematografica • Hoche Productions
- Pays de production :  Italie •  France
- Langue originale : italien
- Format : Couleur par Eastmancolor • 2,35:1 • Son mono • 35 mm
- Durée : 84 minutes
- Genre : Film d'espionnage
- Dates de sortie : 
  - Italie : 12 août 1966
  - Belgique : 6 juillet 1967
  - France : 16 août 1967

## Distribution
- Roger Hanin : Sadov
- Rory Calhoun : Alex
- Evi Marandi : Sonja
- Raf Baldassarre (sous le nom de « Ralph Baldwin ») : Dimitri
- Jean Gaven : Général Youri Fiodorenko
- Conrad Andersen : Vitaly
- Mario Cecchi : Vassili
- Fabrizio Cortese : Un soldat
- Nino Fuscagni : Un soldat
- John Karlsen : Le messager
- Lea Padovani : la compagne de Fiodorenko
- Tino Carraro : le sergent

## Production
Le tournage s'est tenu entre l'Algérie, Rome et Civitavecchia.